# Diporotheca
Diporotheca — рід грибів родини Diporothecaceae. Назва вперше опублікована 1961 року.

## Класифікація
До роду Diporotheca відносять 3 види:
- Diporotheca litseae
- Diporotheca rhizophila
- Diporotheca webbiae